# بنیامین، ارمنستان
بنجامین (به ارمنی: Բենիամին) یک روستا در ارمنستان است که در استان شیراک واقع شده‌است. بنجامین در  کیلومتری شمال گیومری، مرکز استان شیراک واقع شده است.

## خصوصیات
بنجامین ۷۴۵ نفر جمعیت دارد و در ارتفاع  متر بالاتر از سطح دریا قرار گرفته است.